# Ос на злото
„Оста на злото“ е израз, използван от американския президент Джордж Уокър Буш в своето годишно обръщение към Конгреса на САЩ на 29 януари 2002, за да опише правителствата, които обвинява в спонсориране на тероризма и опити за набавяне на оръжия за масово унищожение. В своята реч Буш назовава Ирак, Иран и Северна Корея.

## Развитие
На 6 май 2002 бъдещият американски посланик в ООН Джон Болтън изнася реч, наречена „Отвъд Оста на злото“ (Beyond the Axis of Evil). В нея той добавя още три страни към вече споменатите „престъпни държави“: Либия, Сирия и Куба. Критериите за включване в тази група са: „държави спонсори на тероризма, които купуват или имат потенциала да купят оръжия за масово унищожение или имат възможността да направят това в нарушение на техните договорни задължения“. Речта е широко отразена, като разширяване на първоначалната „ос на злото“.